# B (programovací jazyk)
B je programovací jazyk odvozený od jazyka BCPL. Autory jsou Ken Thompson a Dennis Ritchie. Jazyk B je předchůdcem velmi populárního jazyka C.

## Popis jazyka
Jazyk B byl vytvořen hlavně pro systémové programování. Programovalo se v něm jednodušeji než v Jazyce symbolických adres, ale kód byl skoro stejně efektivní. Ken Thompson odstranil některé prvky z BCPL, které mu připadaly zbytečné.
B má pouze jeden datový typ: slovo. Většina operátorů jako s ním pracují jako s celým číslem, ale některé ho interpretují jako adresu v paměti počítače. Jazyk B nepodporuje desetinná čísla. Komentáře začínají /* a končí */.

### R-hodnoty a l-hodnoty
R-hodnota je konstantní hodnota, která nemůže stát na levé straně přiřazení. Je to například volání funkce nebo číselná konstanta. L-hodnota je hodnota, která se smí měnit, může tedy stát na levé i pravé straně přiřazení (může r-hodnotu kdykoli nahradit). Je to proměnná, nebo výsledek operátoru *. Operátoru * předáváme r-hodnotu, kterou interpretuje jako adresu v paměti a vrátí l-hodnotu: proměnnou na té adrese. Operátoru & naopak předáme l-hodnotu a on vrátí r-hodnotu: adresu té l-hodnoty.

### Příkazy
Blok: { příkazy oddělené středníky }.
Podmínka: if(r-hodnota(podmínka)) příkaz/blok else příkaz/blok. Větev else je nepovinná.
Příkaz goto: goto r-hodnota(očekává se návěstí).

Příkaz switch:
```
switch
(
r
-
hodnota
)

{

    
case
 
konstanta1
:

        
/*............*/

    
case
 
konstanta2
:

        
/*............*/

    
default
:

        
/*............*/

}

```

Cyklus while: while(r-hodnota(podmínka)) příkaz/blok.
Příkaz break: break. Slouží k vyskočení z cyklu while.
Příkaz return: return r-hodnota(nepovinné). Ukončí funkci. Pokud se mu předá r-hodnota, bude to návratová hodnota té funkce.
R-hodnota ukončená středníkem je příkaz.
Pokud před středník nic nenapíšeme, je to prázdný příkaz. Nemá žádný efekt.

### Deklarace proměnných

#### Paměťové třídy

##### Externí
Proměnná je alokována před spuštěním programu a je dostupná ve všech funkcích. Deklaruje se: extrn proměnná1, proměnná2, ....

##### Automatická
Proměnná je alokována v nějaké funkci a je dostupná jen v té funkci (než ta funkce skončí). Deklaruje se: auto proměnná1, proměnná2, ....

###### Vektor
Podobný poli z C a jiných jazyků. Deklaruje se: auto jméno[konstanta]. Velikost vektoru bude konstanta+1.

##### Interní
Proměnná je alokována před spuštěním programu a je dostupná jen v jedné funkci. Deklaruje se tak, že se použije ve funkci proměnná, která ještě nebyla deklarována jako externí nebo automatická. Interní proměnné se používají hlavně pro návěstí.

#### Definice externí proměnné

##### Jednoduchá
Syntaxe: proměnná, nebo proměnná hodnota. První způsob proměnnou inicializuje na nulu, druhý proměnnou inicializuje na hodnotu hodnota.

##### Vektorová
Syntaxe: proměnná[konstanta] hodnota1, hodnota2, .... Inicializuje proměnnou na l-hodnotu: začátek externího vektoru. Vektor bude mít velikost jako vyšší z: konstanta+1 a velikost v inicializačního seznamu(hodnota1, hodnota2, ...). Pokud není zadána konstanta, je to totéž, jako když se zadá nula. Pokud má inicializační seznam menší velikost než konstanta+1, budou některé prvky vektoru neinicializované (budou mít nedefinovanou hodnotu).

### Definice funkce
Syntaxe: název(parametry) blok.

Příklad:
```
min
(
a
,
 
b
)
 
/*Funkce vrátí menší číslo*/

{

    
if
(
a
<
b
)

    
{

        
return
 
a
;

    
}

    
else

    
{

        
return
 
b
;

    
}

}

```

### Znaky
Jsou uzavřeny v jednoduchých uvozovkách. V jedné proměnné lze uchovávat až 4 znaky.

Příklad:
```
auto
 
a
;

a
=
'
Ahoj
'
;

```

### Textové řetězce
Jsou uzavřeny v uvozovkách. Textový řetězec je základ vektoru znaků (v jednom prvku vektoru jsou 4). Jsou ukončeny znakem s escape sekvencí *e.
Escape sekvence:
| Znak | Význam                     |
| ---- | -------------------------- |
| *0   | null                       |
| *e   | konec souboru nebo řetězce |
| (*   | {                          |
| *)   | }                          |
| *t   | tabulátor                  |
| **   | *                          |
| *'   | '                          |
| *"   | *"                         |
| *n   | nový řádek                 |

### Vstup a výstup
Funkce getchar načte vrátí jeden načtený znak. Funkce putchar vypíše znak, který je jí předán a vrátí ho. Funkce getstr načte do řetězce, který je jí předán celý řádek a vrátí ho. Funkce putstr vypíše řetězec, který jí předán.
Funkce printf přebírá 1 až 11 parametrů. První parametr je formátovací řetězec. Formátovací řetězec se vypíše, ale některé dvojice znaků se nahradí dalšími parametry funkce.
| Dvojznak | Nahrazení                  |
| -------- | -------------------------- |
| %c       | znak                       |
| %d       | číslo                      |
| %o       | číslo v osmičkové soustavě |
| %s       | řetězec                    |
| %%       | %                          |

## Ukázka kódu
Hello world:
```
main
()

{

  
extrn
 
a
,
 
b
,
 
c
;
 
/* Externí proměnné */

  
putchar
(
a
);
 
/* "hell" */

  
putchar
(
b
);
 
/* "o, w" */

  
putchar
(
c
);
 
/* "orld" */

  
putchar
(
'
!*
n
'
);
 
/* "!" a konec řádku */

}

a
 
'
hell
'
;
 
/* Definice externích proměnných */

b
 
'
o
,
 
w
'
;

c
 
'
orld
'
;

```

Jednoduché počítání:
```
main
()
 
/*Tento program vypíše součet a+b*/

{

  
auto
 
a
,
 
b
,
 
soucet
;
 
/* Vytvoření proměnných */

  
a
 
=
 
1
;

  
b
 
=
 
2
;

  
soucet
 
=
 
a
+
b
;
 
/* Součet */

  
putnumb
(
sum
);
 
/* Výpis */

}

```